# ويس مونتغومري
ويس مونتغومري (بالإنجليزية: Wes Montgomery )‏ (و. 1923 – 1968 م) هو عازف قيثارة، وملحن، وعازف جاز، وعازف قيثارة جاز أمريكي، ولد في إنديانابوليس، توفي في إنديانابوليس، عن عمر يناهز 45 عاماً، بسبب نوبة قلبية.

## وصلات خارجية
- ويس مونتغومري على موقع IMDb (الإنجليزية)
- ويس مونتغومري على موقع الموسوعة البريطانية (الإنجليزية)
- ويس مونتغومري على موقع ميوزك برينز (الإنجليزية)
- ويس مونتغومري على موقع إن إن دي بي (الإنجليزية)
- ويس مونتغومري على موقع أول ميوزيك (الإنجليزية)
- ويس مونتغومري على موقع ديسكوغز (الإنجليزية)
- ويس مونتغومري في قاعدة بيانات الأفلام على الإنترنت